# Еликотвил (Њујорк)
Еликотвил (енгл. Ellicottville) град је у америчкој савезној држави Њујорк.

## Демографија
По попису из 2010. године број становника је 376, што је 96 (-20,3%) становника мање него 2000. године.
| Група             | 2000.       | 2010.       |
| Белци             | 467 (98,9%) | 369 (98,1%) |
| Афроамериканци    | 0 (0,0%)    | 0 (0,0%)    |
| Азијати           | 1 (0,2%)    | 0 (0,0%)    |
| Хиспаноамериканци | 3 (0,6%)    | 1 (0,3%)    |
| Укупно            | 472         | 376         |